# 永松定
永松 定（ながまつ さだむ、1904年4月8日 - 1985年2月7日）は、日本の作家、英文学者。熊本女子大学（現・熊本県立大学）名誉教授。熊本県玉名郡出身。

## 来歴
熊本県立玉名中学校、第五高等学校を経て、1928年に東京帝国大学文学部を卒業した。在学中、上林暁らと同人誌『風車』を創刊して創作活動をおこなった。
1930年、伊藤整・辻野久憲とともにジェイムズ・ジョイスの『ユリシーズ』を初めて邦訳する。三好達治・北川冬彦の『詩・現実』に連載し、単行本として刊行する。このほか『ダブリンの人々』『万有引力』『ロレンス芸術論』などを出版した。
1937年強烈な神経衰弱に陥り、熊本県へ帰郷する。1940年、母の死をきっかけに英語教師として働く。1949年に熊本女子大学の教授となる、1969年に定年退官した。
退官後は北九州大学や梅光女学院大学の教授職に就いた。熊本の同人誌『詩と真実』の主催者として小説も書いた。
1976年勲三等旭日中綬章を受章した。

## 著書
- 『万有引力』協和書院、1937年
- 『田舎ずまひ』詩と真実社、1956年
- 『人間は美しい矛盾の動物 随筆集』日本談義社、1958年
- 『二十歳の日記 青春の詩と真実』河出書房新社、1960年
- 『永松定作品集』五月書房、1970年

### 翻訳
- ジョイス『ユリシイズ』伊藤整・辻野久憲共訳、第一書房、1931年 - 1933年
- 『ジェイムズ・ジョイス短篇集』金星堂、1932年
- ハーバート・ゴオマン『ジョイスの文学』厚生閣書店、1932年
- ハックスレー『恋愛双曲線』春陽堂、1932年
  - 『恋愛対位法』新潮社〈新潮文庫〉、1953年
- ジョイス『ダブリンの人々』金星堂、1933年
- ウインダム・ルイス『悪魔主義』金星堂〈列冊新文学研究〉、1933年
- D・H・ロレンス『愛と芸術の手紙』健文社、1936年
- 『ロレンス文學論』伊藤整共訳 昭森社、1937年
- 『D.H.ロレンスの手紙』伊藤整共訳 弥生書房、1956年 - 1957年
- D.H.ロレンス『アメリカ文学論』弥生書房、1974年